# آنتونیو فاینز
آنتونیو فاینز (به ایتالیایی: Antonio Fayenz) بازیکن فوتبال و اهل ایتالیا است که از سال ۱۹۲۵ میلادی عضو تیم ملی فوتبال ایتالیا بوده و در ۴ بازی ملی حضور داشته‌است. او در بازی‌های ملی‌اش گلی به ثمر نرساند.
آنتونیو فاینز آخرین بازی ملی خود را در سال ۱۹۲۶ میلادی انجام داد.